# 列宁斯克区
列宁斯克区（羅馬化：Leninskiy rayon）是俄罗斯联邦伏尔加格勒州下辖的一个区，其行政中心为列宁斯克。据2016年统计，该区的人口为30675人。